# Hallerbos

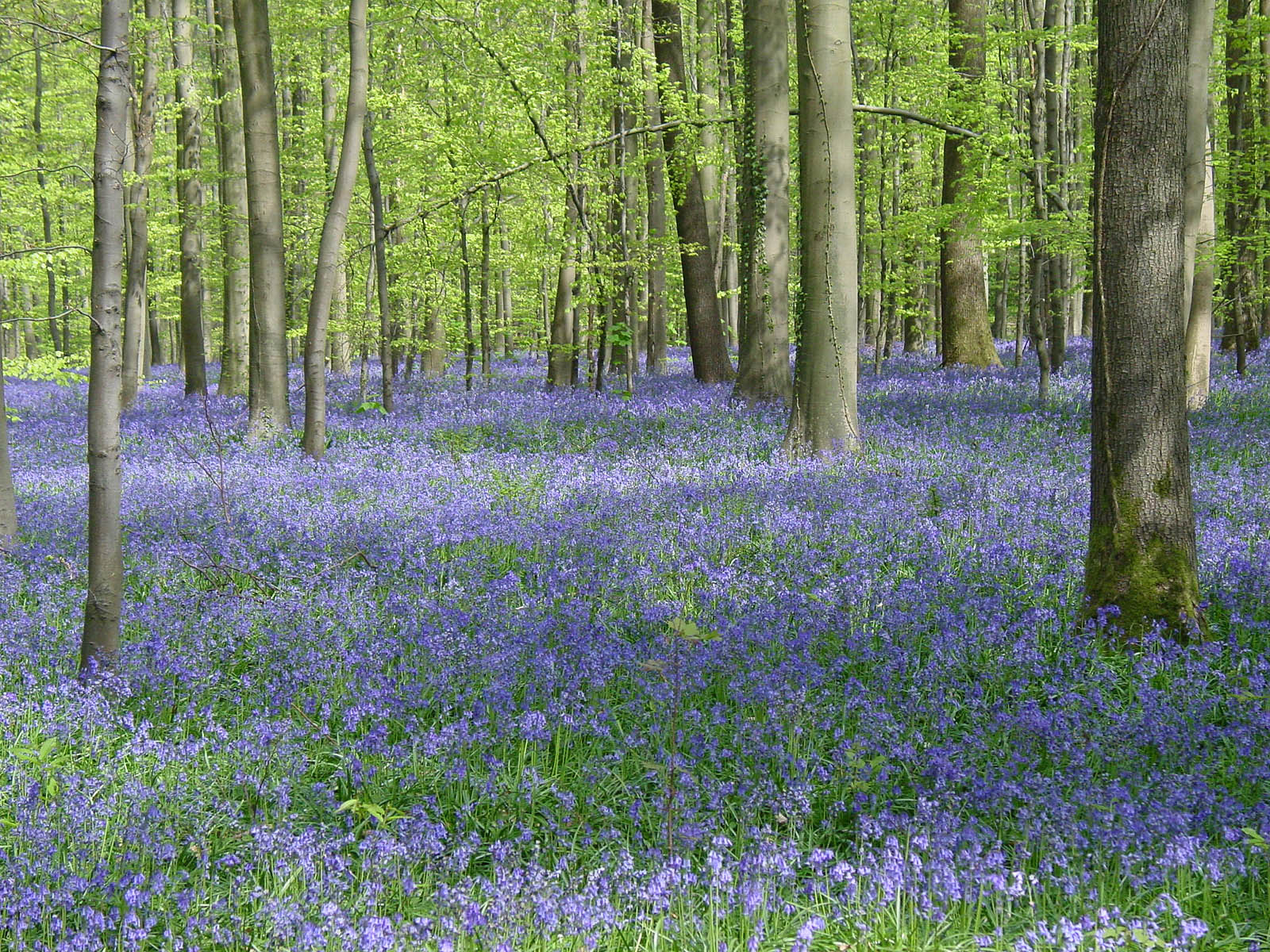
Hoa chuông xanh tại Hallerbos

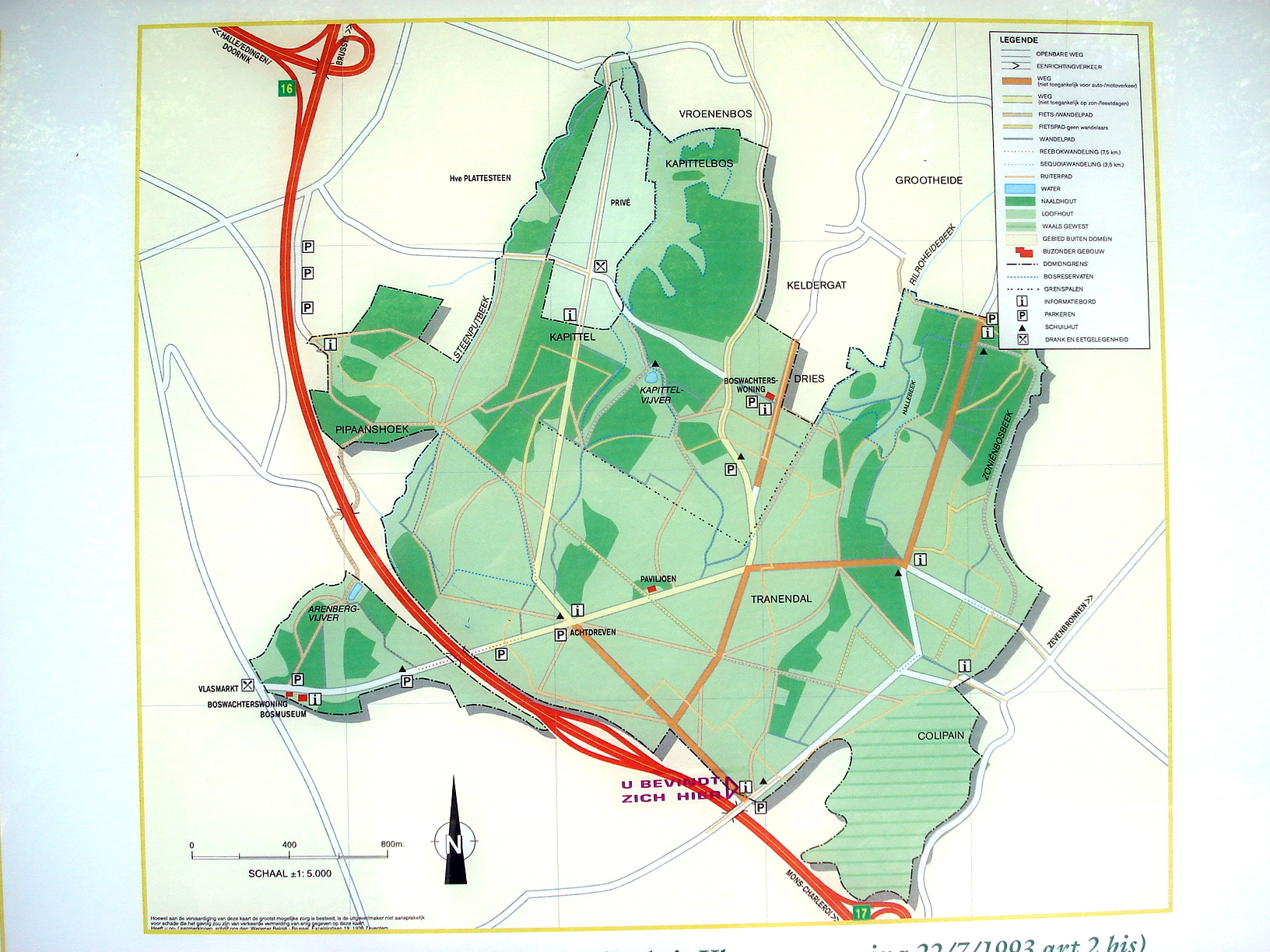
Bản đồ Hallerbos

Hallerbos (tiếng Hà Lan: Rừng Halle) là một khu rừng ở Bỉ, có diện tích 552 ha (1.360 ha). Nó nằm chủ yếu trong khu đô thị Halle, tỉnh Vlaams-Brabant và một phần nhỏ trong tỉnh Walloon Brabant. Khu rừng là một phần của rừng sồi Sonian (rừng sồi lớn nhất châu Âu), trải dài trên phần phía Nam thủ đô Brussels.
Từ cuối tháng 4 đến đầu tháng 5, khu rừng được bao phủ bởi tấm thảm hoa chuông xanh dưới tán sồi, thu hút rất nhiều du khách. Đây là một trong những loài hoa dại đẹp nhất thế giới.